# アセトアルデヒド脱水素酵素
アセトアルデヒド脱水素酵素（アセトアルデヒドだっすいそこうそ、Acetaldehyde Dehydrogenase; ACDH）は、アセトアルデヒドをアセチルCoAに変換する可逆反応を触媒する酵素。アルデヒドデヒドロゲナーゼ（ALDH）スーパーファミリーの1種であり、CoA依存的ALDHに含まれる。Acetaldehyde Dehydrogenase (CoA-Acetylating)や、Acetaldehyde Dehydrogenase (acetylating)とも表記される。
以下の可逆反応を触媒する。
{\displaystyle {\ce {CH3CHO + NAD^+ + CoA <=> acetyl-CoA + NADH + H^+}}}
{\displaystyle {\rm {NAD^{+}}}} : ニコチンアミドアデニンジヌクレオチドの酸化型
{\displaystyle {\rm {NADH}}} : ニコチンアミドアデニンジヌクレオチドの還元型
{\displaystyle {\rm {CoA}}} : 補酵素A
{\displaystyle {\rm {acetyl-CoA}}} : アセチル補酵素A、補酵素Aと酢酸が結合した物質
1968年、大腸菌の嫌気環境での成長に必須な酵素として最初に発見された。その後の研究により、アセトアルデヒド脱水素反応だけを触媒するACDHと、アルコール脱水素反応も同時に触媒するACDHの2種類があることが知られている。生理反応については、微生物においてエタノールアミンを利用する反応系におけるアセチルCoAの合成や、エタノールを生成する細菌においてエタノールの前駆物質となるアセトアルデヒドの合成を担うことが知られている。

## CoA非依存的ALDH
CoA非依存的ALDHに含まれる酵素にもアセトアルデヒド脱水素酵素として機能するタンパク質があることが知られている。ヒトにおいてはALDH1A1、ALDH1B1、ALDH2の3つが以下の反応を触媒し、アセトアルデヒドを酢酸へ変換する。ALDH2はこの中で最もアセトアルデヒドとの結合能が高く、飲酒によって生じるアセトアルデヒドの解毒の大部分を担っている。
{\displaystyle {\ce {CH3CHO + NAD^+ + H2O -> CH3COOH + NADH + H^+}}}